# Moje Åslund
John Mauritz (Moje) Åslund, född 3 maj 1904 i Stockholm, död där 10 januari 1968, var en svensk direktör, 
reklamkonstnär, tecknare och teaterdekoratör.
Han var från 1940 gift med Gunnel Danils. Efter avslutad skolgång i Uppsala och fortsatta studier vid Örebro tekniska gymnasium studerade Åslund konst och måleri för H Cornelius i München. Han var under 1930-talet anställd som teaterdekoratör vid Oscarsteatern och Folkteatern i Stockholm. Man medverkade i en internationell affischutställning i London 1935. Han produktion består huvudsakligen av affischer och reklamkonst men han arbetade även med tecknad film.